# Ефор (історик)
Ефор (грец. Ἔφορος, 405 — 330 до н. е.) — давньогрецький історик. Згадується як один із «семи мудреців». Походив із м. Ким в Еолії. Був учнем Ісократа.

## «Історія»
Сумлінно збираючи матеріали під час подорожей та інші свіжчення, Ефор спочатку склав план історії усіх народів. Проте відкинувши часи добу міфів, розпочав записувати історію грецьких народів, зокрема й колоній, з часу повернення Гераклідів. Так постала найголовніша праця Ефора — «Історія» у 30-ти томах. Закінчується виклад описом військових подій македонського царя Філіппа ІІ у 340 до н. е..
Загалом, для Ефора характерне негативне ставлення до сучасної йому цивілізації та ідеалізація життя і моралі відсталіших народів. «Історія» Ефора дійшла до нас у фрагментах і переказах пізніших античних авторів.